# Чинквеграна (Катанија)
Чинквеграна је насеље у Италији у округу Катанија, региону Сицилија.
Према процени из 2011. у насељу је живело 676 становника. Насеље се налази на надморској висини од 223 м.